# Milton Subotsky
Milton Subotsky (* 27. September 1921 in New York City; † 27. Juni 1991 in London) war ein US-amerikanischer Filmproduzent, Drehbuchautor und Liedtexter mit Hauptwirkungsfeld Großbritannien.

## Leben und Wirken
Subotsky studierte Ingenieurwissenschaften. Während des Zweiten Weltkriegs diente der gebürtige New Yorker im United States Army Signal Corps und war in mehreren Funktionen an der Herstellung von militärischen Lehr- und Ausbildungsfilmen beteiligt. Seit 1941 produzierte und schrieb der Sohn jüdischer Einwanderer für Fernseh-Liveprogramme. Um das Jahr 1950 begann er auch Drehbücher für Fernseh-Unterhaltungsfilme zu verfassen.
Erst Mitte der 1950er Jahre nahm seine Karriere ein wenig an Fahrt auf. Subotsky produzierte für das Fernsehen 1954 das Bildungsprogramm Junior Science und stellte ab 1956, beginnend mit dem frühen Rock-’n’-Roll-Film Rock, Rock, Rock!, den er mit seinem langjährigen Kompagnon Max J. Rosenberg produzierte und zu dem er die Texte zu neun Liedern beisteuerte, regelmäßig Kinofilme her. Mit Beginn des neuen Jahrzehnts konzentrierten sich die mittlerweile in London ansässigen Subotsky und Rosenberg mit ihrer 1962 gegründeten Gesellschaft Amicus Productions auf die Herstellung von kostengünstig umgesetzten Horror- und Gruselfilmen, mit denen das Gespann der britischen, auf Horrorfilme spezialisierten Hammer Film Productions Konkurrenz zu machen versuchte. Auch beim Darstellerpersonal bediente man sich bei der Konkurrenz: Die Hammer-Stars Christopher Lee und Peter Cushing wirkten in Subotsky-Produktionen ebenso mit wie der US-Horrorfilm-Star Vincent Price, der kurz zuvor seine Mitwirkung in einer Reihe von Edgar-Allan-Poe-Gruselverfilmungen (1960 bis 1964) aus der Hand Roger Cormans beendet hatte. Die Amicus-Ausflüge in das Genre des Science-Fiction-Films (1965 bis 1967) fielen weit weniger erfolgreich aus und wirkten bisweilen dilettantisch. Nach der Herstellung des Urzeitmonster-Fantasyfilms Caprona – Das vergessene Land (1975) trennten sich die Wege Subotskys und Rosenbergs, an der Fortsetzung Caprona 2. Teil war Subotsky schon nicht mehr als Produzent beteiligt. 1977 wurde Amicus Productions aufgelöst. 
Mit Frank Duggan gründete Milton Subotsky anschließend die Sword & Sorcery Productions Ltd. und führte, nunmehr in deutlich verringertem Umfang, die Filmherstellung fort. Blieb er thematisch anfänglich dem Fantasy- und Horrorfilm-Bereich treu, so stellte der Wahl-Londoner bald auch Thriller-Verfilmungen her, denen zum Teil Romane von Stephen King zugrunde lagen. 1978/79 produzierte Milton Subotsky für das Fernsehen die filmische Umsetzung von Ray Bradburys Die Mars-Chroniken, mit Hollywood-Altstar Rock Hudson in der Hauptrolle, als aufwendigen Dreiteiler.

## Filmografie
Als Produzent, wenn nicht anders angegeben
- 1954: Junior Science (TV-Dokumentarreihe)
- 1956: Rock, Rock, Rock (auch Liedtexte und musikalische Leitung)
- 1957: Jamboree (auch Drehbuch und Liedtexte)
- 1958: Eine Meile Angst (The Last Mile) (auch Drehbuch)
- 1960: Stadt der Toten (The City of Dead)
- 1962: Twen-Hitparade (It’s Trad, Dad!) (auch Drehbuch und Liedtexte)
- 1964: Die Todeskarten des Dr. Schreck (Dr. Terror’s House of Horrors) (auch Drehbuch)
- 1965: Dr. Who und die Daleks (Dr. Who and the Daleks) (auch Drehbuch)
- 1965: Der Schädel des Marquis de Sade (The Skull) (auch Drehbuch)
- 1965: Der Puppenmörder (The Psychopath)
- 1966: Die tödlichen Bienen (The Deadly Bees) (auch Liedtexter)
- 1966: Der Foltergarten des Dr. Diabolo (Torture Garden)
- 1967: The Terrornauts
- 1967: Sie kamen von jenseits des Weltraums (They Came from Beyond Space) (auch Drehbuch)
- 1967: Ratten im Secret Service (Danger Route)
- 1968: The Birthday Party
- 1968: A Touch of Love
- 1969: Die lebenden Leichen des Dr. Mabuse (Scream and Scream Again)
- 1969: Das zweite Leben des Mr. Soames (The Mind of Mr. Soames)
- 1970: Totentanz der Vampire (The House That Dripped Blood)
- 1971: I, Monster (auch Drehbuch)
- 1971: Geschichten aus der Gruft (Tales from the Crypt) (auch Drehbuch)
- 1972: Asylum
- 1972: In der Schlinge des Teufels (The Vault of Horror) (auch Drehbuch)
- 1972: Embryo des Bösen (And Now the Screaming Starts!)
- 1973: Die Tür ins Jenseits (From Beyond the Grave)
- 1973: Geschichten, die zum Wahnsinn führen (Tales That Witness Madness)
- 1973: Mondblut (The Beast Must Die)
- 1974: Das Schreckenshaus des Dr. Death (Madhouse)
- 1975: Caprona – Das vergessene Land (The Land That Time Forgot)
- 1976: Der sechste Kontinent (At the Earth’s Core) (auch Drehbuch)
- 1977: Das Unheimliche (The Uncanny)
- 1978: Schatten um Dominique (Dominique)
- 1979: Die Mars-Chroniken (The Martian Chronicles) (TV-Dreiteiler)
- 1980: Monster Club (The Monster Club)
- 1985: Katzenauge (Cat’s Eye)
- 1985: Rhea M – Es begann ohne Warnung (Maximum Overdrive) (auch Gastrolle)
- 1991: Manchmal kommen sie wieder (Sometimes They Come Back) (TV-Film)
- 1992: Der Rasenmähermann (The Lawnmower Man)